# Barriera Nuova
Barriera Nuova è un rione storico di Trieste situato in una zona centrale della città. Si estende a est del Borgo Teresiano, lungo la zona pianeggiante compresa tra i colli di Scorcola e Cologna, da una parte, e il colle di Chiadino, dall'altra, fino quasi a raggiungere la Rotonda del Boschetto. È delimitato dai rioni di Città Nuova, Scorcola, Cologna, Guardiella, Chiadino e Barriera Vecchia.
Deve il nome alla dogana posta alla base di via Commerciale, al principio della storica strada per Vienna, costruita nel 1777. In origine tale zona era parte del rione di Scorcola.
Sebbene il toponimo si riferisse ad una piccola area alla base di Scorcola con lo sviluppo edilizio che ha interessato Trieste dal XIX secolo, Barriera Nuova oggi comprende quella zona densamente popolata che, partendo da via Giosuè Carducci e dal Coroneo, si dirama lungo via Cesare Battisti, via Giulia (quasi interamente) e l'intero Viale XX Settembre (già contrada dell'Acquedotto). Al giorno d'oggi, in base all'attuale suddivisione in Circoscrizioni, il territorio del rione è distribuito su tre delle sette Circoscrizioni comunali di Trieste, ovvero la  III Circoscrizione (Roiano-Gretta-Barcola-Cologna-Scorcola), la IV Circoscrizione (Città Nuova-Barriera Nuova-San Vito-Città Vecchia) e la VI Circoscrizione (San Giovanni-Chiadino-Rozzol)

## Monumenti e luoghi d'interesse
- Politeama Rossetti
- Caffè San Marco
- Sinagoga di Trieste
- Kleine Berlin
- Giardino pubblico Muzio de' Tommasini